# Сан Манго Пјемонте
Сан Манго Пјемонте (итал. San Mango Piemonte) је насеље у Италији у округу Салерно, региону Кампанија.
Према процени из 2011. у насељу је живело 2000 становника. Насеље се налази на надморској висини од 227 м.

## Становништво
| 1931. | 1936. | 1951. | 1961. | 1971. | 1981. | 1991. | 2001. | 2011. |
| ----- | ----- | ----- | ----- | ----- | ----- | ----- | ----- | ----- |
| 1.190 | 1.226 | 1.423 | 1.276 | 1.153 | 1.317 | 1.763 | 2.166 | 2.587 |